# Никольское сельское поселение (Костромской район)
Нико́льское се́льское поселе́ние — муниципальное образование в Костромском районе Костромской области России. Административный центр — посёлок Никольское.

## География
Сельское поселение расположено на востоке Костромского муниципального района.

## История
Никольское сельское поселение образовано 30 декабря 2004 года в соответствии с Законом Костромской области № 237-ЗКО, установлены статус и границы муниципального образования.

## Население
| 2008  | 2010  | 2012  | 2013  | 2014  | 2015  | 2016  |
| ----- | ----- | ----- | ----- | ----- | ----- | ----- |
| 8500  | ↘8029 | ↗8103 | ↗8225 | ↗8379 | ↘8370 | ↗8408 |
| 2017  | 2018  | 2019  | 2020  | 2021  |       |       |
| ↘8349 | ↘8336 | ↗8362 | ↘8296 | ↘6913 |       |       |

## Состав сельского поселения
| №  | Населённый пункт  | Тип населённого пункта          | Население |
| -- | ----------------- | ------------------------------- | --------- |
| 1  | Безгачево         | посёлок                         | ↗586      |
| 2  | Большое Безгачево | деревня                         | →23       |
| 3  | Глазово           | деревня                         | ↗57       |
| 4  | Губачёво          | посёлок                         | ↗290      |
| 5  | Дорожный          | посёлок                         | ↗38       |
| 6  | Дровинки          | деревня                         | ↘24       |
| 7  | Дровинки          | железнодорожная станция         | ↗40       |
| 8  | Ерёмкино          | деревня                         | →3        |
| 9  | Кирово            | посёлок                         | ↘90       |
| 10 | Костенево         | село                            | ↗124      |
| 11 | Малое Безгачево   | деревня                         | ↘87       |
| 12 | Морковкино        | деревня                         | ↗7        |
| 13 | Никольское        | посёлок, административный центр | ↗4013     |
| 14 | Песиково          | деревня                         | ↘73       |
| 15 | Пустошки          | деревня                         | ↗51       |
| 16 | Рудаково          | деревня                         | ↗15       |
| 17 | Сендега           | железнодорожная станция         | ↗74       |
| 18 | Суконниково       | деревня                         | ↘24       |
| 19 | Таранино          | деревня                         | ↘23       |
| 20 | Татариново        | деревня                         | ↘5        |
| 21 | Убебиново         | деревня                         | ↗1        |
| 22 | Фанерник          | посёлок                         | ↘1205     |
| 23 | Филипцево         | посёлок                         | ↗142      |
| 24 | Харино            | деревня                         | ↗54       |
| 25 | Хорговино         | деревня                         | ↘1        |
| 26 | Чечулино          | деревня                         | ↗14       |
| 27 | Щетниково         | деревня                         | ↗182      |

## Экономика
На территории поселения расположены:
- МУП « Коммунсервис»
- Костромская областная психиатрическая больница

### Сельскохозяйственные предприятия
- Птицефабрика «Костромская»
- Фермерское хозяйство «Хорговино» http://horgovino.ru/ Архивная копия от 18 марта 2013 на Wayback Machine
- СПК «Волга»*
- Подсобное хозяйство КОПБ

## Учреждения образования
- МОУ Никольская средняя школа
- Специальная (коррекционная школа-интернат)*
- Детский сад «Вишенка»
- Детский комбинат № 1
- Детский сад Солнышко

## Учреждения культуры
- Центр Культуры и Молодежи пос. Никольское
- Сельский клуб д. Губачево
- СДК пос. Фанерник
- Школа искусств

На территории поселения имеется развитая инфраструктура ЖКХ, 10 магазинов, парикмахерская, баня.